# Княгиничи (Ивано-Франковская область)
Княги́ничи (укр. Княгиничі) — село в Рогатинской городской общине Ивано-Франковского района Ивано-Франковской области Украины.
Население по переписи 2001 года составляло 718 человек. Занимает площадь 8,86 км². Почтовый индекс — 77030. Телефонный код — 3435.